# ماريانو هود
ماريانو هود (بالإسبانية: Mariano Hood)‏ هو لاعب كرة مضرب أرجنتيني، ولد في 14 أغسطس 1973 في بوينس آيرس في الأرجنتين.

## وصلات خارجية
- ماريانو هود على موقع رابطة محترفي التنس (الإنجليزية)
- ماريانو هود على موقع الاتحاد الدولي لكرة المضرب (الإنجليزية)
- ماريانو هود على موقع كأس ديفيز (الإنجليزية)
- ماريانو هود على موقع خلاصة التنس.كوم (الإنجليزية)
- ماريانو هود على موقع إي إس بي إن.كوم (الإنجليزية)